# Oecetis cristata
Oecetis cristata är en nattsländeart som beskrevs av Douglas E. Kimmins 1963. Oecetis cristata ingår i släktet Oecetis och familjen långhornssländor. Inga underarter finns listade i Catalogue of Life.